# Moldavie au Concours Eurovision de la chanson junior
La Moldavie participe pour la première fois au Concours Eurovision de la chanson junior en 2010.

## Représentants
| Année                | Artiste         | Chanson      | Langue           | Traduction du titre | Place | Points |
| -------------------- | --------------- | ------------ | ---------------- | ------------------- | ----- | ------ |
| 2010                 | Ștefan Roșcovan | Ali baba     | Roumain, anglais | -                   | 08    | 54     |
| 2011                 | Lerika          | No, no       | Roumain, anglais | Non, non            | 06    | 78     |
| 2012                 | Denis Midone    | Toate vor fi | Roumain, anglais | Tout ira bien       | 10    | 52     |
| 2013                 | Rafael Bobeica  | Cum să fim   | Roumain, anglais | Comment être        | 11    | 41     |
| Retrait depuis 2014. |                 |              |                  |                     |       |        |

- Première place
- Deuxième place
- Troisième place
- Dernière place